# Robert Surcouf

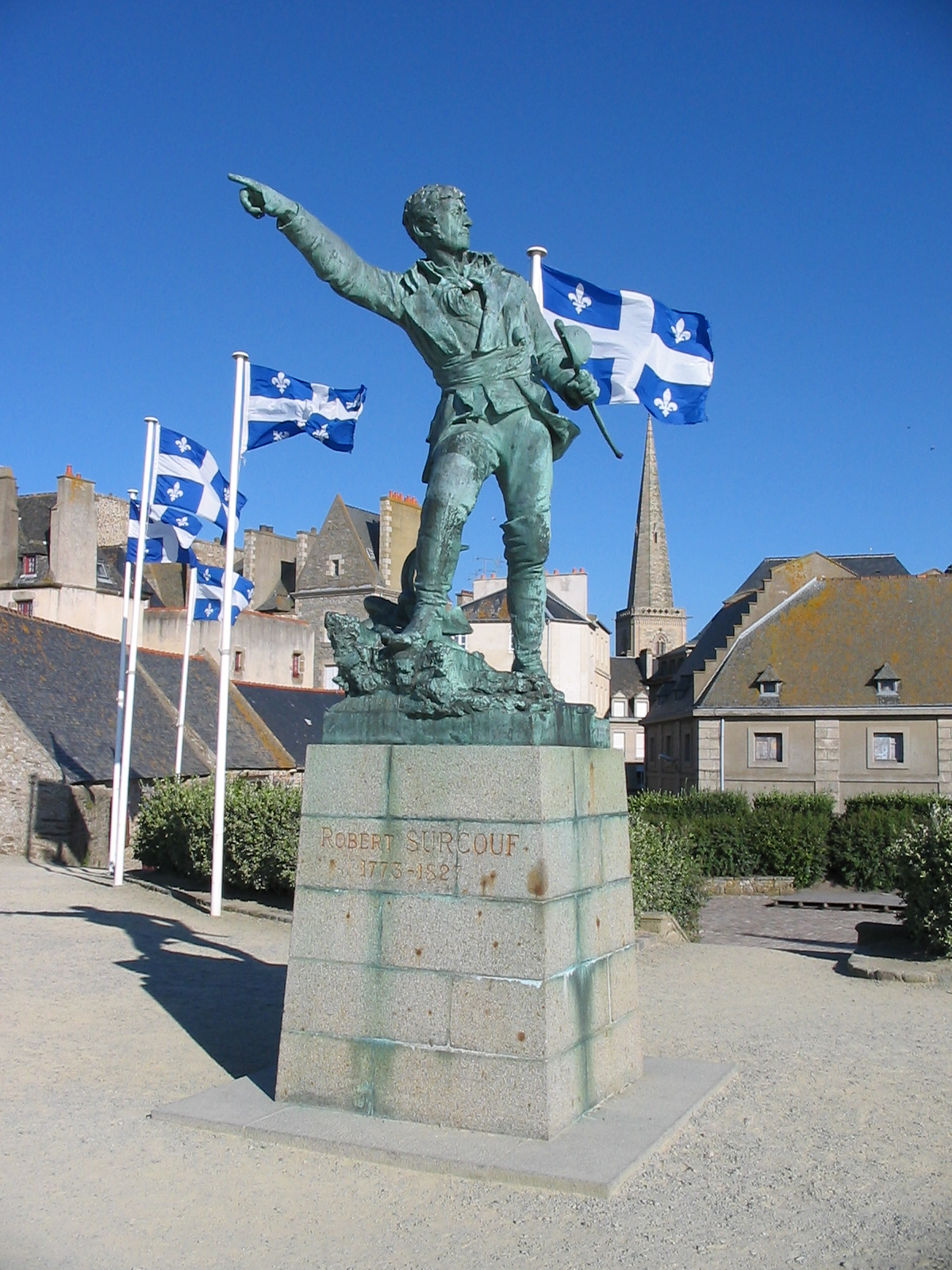
Estàtua de Robert Surcouf a Saint Malo, feta el 1855

Robert Surcouf   (Sant-Maloù, 12 de desembre de 1773 - Saint-Servan, 8 de juliol de 1827) va ser un corsari, empresari i comerciant d'esclaus francès que va operar a l'oceà Índic des de 1789 fins a 1808 durant les guerres de la revolució francesa i napoleònica. Va aconseguir més de 40 premis i més tard va acumular una gran fortuna a partir d'una varietat d'activitats comercials, com ara la propietat de vaixells, els corsaris, el comerç d'esclaus i la propietat de terres.